# Великобритания на зимних Олимпийских играх 1976
Великобритания принимала участие в Зимних Олимпийских играх 1976 года в Инсбруке (Австрия) в двенадцатый раз, и завоевала одну золотую медаль. Сборную страны представляли 11 женщин.

## Медали
Золото
- Фигурное катание, мужчины — Джон Карри.

## Состав сборной
Сборную страны представляли 42 спортсмена: 31 мужчина и 11 женщин, которые соревновались в 7 видах спорта:
- биатлон
- бобслей
- горнолыжный спорт
- конькобежный спорт
- лыжные гонки
- санный спорт
- фигурное катание.

Самой юной участницей сборной была 15-летняя горнолыжница Хэйзел Хатчион, самым старшим — 35-летний саночник Ричард Ливерсидж.

## Результаты

### Конькобежный спорт
Соревнования прошли с 6 по 14 февраля на открытом ледовом катке в Иннсбруке. Ледовая поверхность составляла 10 760 м², размер 400 × 14 метров. 
Мужчины
| Дистанция | Спортсмен    | Результат | Результат |
| Дистанция | Спортсмен    | Время     | Место     |
| --------- | ------------ | --------- | --------- |
| 500 м     | Арчи Маршалл | 40.85     | 16        |
| 1000 м    | Арчи Маршалл | 1:24.00   | 21        |
| 1500 м    | Джефф Сэндис | 2:09.17   | 24        |
| 5000 м    | Джефф Сэндис | 8:13.03   | 26        |
| 10000 м   | Джефф Сэндис | 16:26.27  | 18        |

### Лыжные гонки
Соревнования прошли с 5 по 14 февраля в 17 километрах от Инсбрука в местечке Зефельд. Старт и финиш гонок происходил на стадионе «Ланлауфцентрум», который был построен к зимним Олимпийским играм 1964 года.
Мужчины
| Дистанция | Спортсмен     | Результат | Результат |
| Дистанция | Спортсмен     | Время     | Место     |
| --------- | ------------- | --------- | --------- |
| 15 км     | Кит Оливер    | 52:31.00  | 68        |
| 15 км     | Дуглас Эллиот | 52:14.27  | 65        |
| 15 км     | Пол Гиббинс   | 51:48.02  | 63        |

### Фигурное катание
Соревнования по фигурному катанию прошли с 4 по 13 февраля в Инсбруке, Австрия. Спортсмены соревновались в четырёх дисциплинах: в мужском и женском одиночном катании, в парах. Именно на этих соревнованиях впервые спортивные танцы на льду были введены в олимпийскую программу, и Великобританию представляли 3 танцевальных дуэта.
Мужчины
| Спортсмен    | Обязательные фигуры | Короткая программа | Произвольная программа | Баллы  | Сумма мест | Итоговое место |
| ------------ | ------------------- | ------------------ | ---------------------- | ------ | ---------- | -------------- |
| Глин Джонс   | 19                  | 17                 | 16                     | 157.24 | 141        | 16             |
| Робин Казинс | 14                  | 11                 | 8                      | 178.14 | 83         | 10             |
| Джон Карри   | 2                   | 2                  | 1                      | 192.74 | 11         | 1              |

Женщины
| Спортсменка      | Обязательные фигуры | Короткая программа | Произвольная программа | Баллы  | Сумма мест | Итоговое место |
| ---------------- | ------------------- | ------------------ | ---------------------- | ------ | ---------- | -------------- |
| Карена Ричардсон | 17                  | 15                 | 14                     | 166.52 | 137        | 15             |

Пары
| Спортсмены                    | Короткая программа | Произвольная программа | Баллы  | Сумма мест | Итоговое место |
| ----------------------------- | ------------------ | ---------------------- | ------ | ---------- | -------------- |
| Эрика Тейлфорт Колин Тейлфорт | 10                 | 12                     | 120.40 | 108        | 11             |

Танцы на льду
| Спортсмены                     | Обязательный танец | Произвольный танец | Баллы  | Сумма мест | Итоговое место |
| ------------------------------ | ------------------ | ------------------ | ------ | ---------- | -------------- |
| Кей Барсделл Кеннет Фостер     | 13                 | 13                 | 175.16 | 111        | 12             |
| Джанет Томпсон Уоррен Максвелл | 8                  | 8                  | 186.80 | 78         | 8              |
| Хилари Грин Глин Уоттс         | 6                  | 7                  | 191.40 | 57         | 7              |